# 变格
变格（declension）在语言学上是指名词、代词、冠词、形容词在句子中为了实现特定的语法功能而产生的词形变化。动词的这种屈折变化一般被称作变位。
词通过变格能够反映自身的性（阴性、阳性、中性等）、数（单数、双数、复数等）、格（主格、宾格、与格、从格、属格、处格等）及其他语法范畴上的归属。
许多语言都存在变格。在印欧语系、班图语支、闪米特语族、芬兰-乌戈尔语族、突厥语族诸语言中，变格都是相当重要的一部分。

## 现代英語
現代英語的變格系統幾近消失，仅保留了人稱代詞的部分性数格变化、名词的部分数格变化。

### 名詞变格
现代英语的名词依然保留数的变化。可数名词具有单数和复数这两种数的形态，不可数名词仅有单数这一个数的形态，集合名词仅有复数这一个数的形态。一般情况下，名词的复数形式由其单数形式添加詞綴-s或-es得到。
现代英语的名词大部分的格变化都已消失，仅属格（或称所有格）仍保留变格。亦即名词的宾格、与格等语义格与主格完全一致，没有屈折变化，共享一个语法格；仅名词的属格需要进行屈折变化。属格的变格由附著語素-'s来表现。对于以s结尾的名词（如大多数名词的复数形式），其属格则只需附着语素-'。
以“boy”（男孩）为例，下表展示了该名词的全部变格：
|                        | 單數  | 複數  |
| ---------------------- | ----- | ----- |
| 普通（主格、目的格等） | boy   | boys  |
| 属格（所有格）         | boy's | boys' |

不过有些名词的复数形式稍显复杂。以“man”（人／男人）为例：
|                        | 单数  | 复数  |
| ---------------------- | ----- | ----- |
| 普通（主格、目的格等） | man   | men   |
| 属格（所有格）         | man's | men's |

一般认为，名词的派生变化不属于变格。如名词“Britain”（不列颠）派生出形容词“British”（不列颠的）和区域居民称谓词“Briton”（不列颠人）。尽管这些词显然互相关联，属于同源词，但一般不被视作同一个词的形态变化，因此不属于变格。

### 人稱代詞变格
现代英语的人称代词变格略为复杂，详见下表。
| 人稱     | 性       | 數   | 主格 | 賓格、與格 | 屬格限定詞 | 屬格代詞 | 反身代詞   |
| -------- | -------- | ---- | ---- | ---------- | ---------- | -------- | ---------- |
| 第一人稱 | 第一人稱 | 單數 | I    | me         | my         | mine     | myself     |
| 第二人稱 | 第二人稱 | 單數 | you  | you        | your       | yours    | yourself   |
| 第三人稱 | 陽性     | 單數 | he   | him        | his        | his      | himself    |
| 第三人稱 | 陰性     | 單數 | she  | her        | her        | hers     | herself    |
| 第三人稱 | 中性     | 單數 | it   | it         | its        | its      | itself     |
| 第一人稱 | 第一人稱 | 複數 | we   | us         | our        | ours     | ourselves  |
| 第二人稱 | 第二人稱 | 複數 | you  | you        | your       | yours    | yourselves |
| 第三人稱 | 第三人稱 | 複數 | they | them       | their      | theirs   | themselves |

名词的主格和宾格并无区别，但部分人称代词的主格和宾格并不相同。此外，疑问代词“who”（谁）也有不同的主格（“who”）、宾格（“whom”)、属格（“whose”）形态，不过主格和宾格均使用“who”已经越来越常见。
现代英语中唯一仍保留性变化的就是第三人稱单数的人称代词。不过名词仍可以被赋予性别，只是不再是语法上必须的变格。外来词，尤其是来自拉丁语和其他罗曼语族语言的的借词，其变格通常会被保留。如“alumnus”（校友，阳性单数）和“alumna”（校友，阴性单数）。

### 形容词变格
多数形容词无任何变格。不过当形容词用作名词时需要变格。比如，将“I'll take the red wines”（我选红酒）省略作“I'll take the reds”（我选红的）时，省略了“red wines”（红酒）中的名词“wines”（酒），以形容词“red”（红色的）临时充当名词，因此形容词“red”需临时承担名词“wine”的变格任务。因为“wine”采用了复数形式“wines”，所以省略后“red”亦须变格为“reds”以反映指代的是一个复数名词。
此外，指示限定词“this”（这个）和“that”（那个）有数的变化。其复数形式分别为“these”（这些）和“those”（那些）。
自其他语言借入的形容词也可能（亦或被允许）必须保留其性的变化。比如“blond”（金色的，阳性）、“blonde”（金色的，阴性）。
现代英语中形容词不根据主格、宾格等语法格进行变格，不过古英语中有此要求。

### 冠词变格
现代英语中，冠词无需变格。不过正式而言，“that”（那个）和“she”（她）分别来自古英语冠词“sē”的中性变格“þæt”和阴性变格“sēo”。

## 拉丁语
正如拉丁语中动词依赖变位来表达语法信息，拉丁语中的名词和形容词也通过类似的变化——变格来体现它们在句子中充当的成分。
拉丁语的名词有五个主要的格——主格、属格、与格、宾格、夺格。由于呼格常常采用和主格一样的形态，语法书中常常不会专门教授呼格。仅少量词拥有处格。这些格的功能分别是：
- 主格表示主语，即施动者。
- 属格表示领属，即“……的”。
- 与格表示间接宾语，可译作“把／将……”。
- 宾格表示直接宾语，即受动者。
- 夺格用于修改动词，可译作“通过／采用……”。
- 呼格用于称呼人或物。

下表给出了“puer”（孩童）的变格。
| 格   | 阳性   | 阳性     | 阴性    | 阴性      |
| 格   | 单数   | 复数     | 单数    | 复数      |
| ---- | ------ | -------- | ------- | --------- |
| 主格 | puer   | puerī    | puella  | puellae   |
| 属格 | puerī  | puerōrum | puellae | puellārum |
| 与格 | puerō  | puerīs   | puellae | puellīs   |
| 宾格 | puerum | puerōs   | puellam | puellās   |
| 夺格 | puerō  | puerīs   | puellā  | puellīs   |

## 外部連結
- The Status of Morphological Case in the Icelandic Lexicon（页面存档备份，存于） by Eiríkur Rögnvaldsson. Discussion of whether cases convey any inherent syntactic or semantic meaning.
- Optimal Case: The Distribution of Case in German and Icelandic（页面存档备份，存于） by Dieter Wunderlich
- Lexicon of Linguistics: Declension（页面存档备份，存于）
- Lexicon of Linguistics: Base（页面存档备份，存于）, Stem（页面存档备份，存于）, Root（页面存档备份，存于）
- Lexicon of Linguistics: Defective Paradigm（页面存档备份，存于）
- Lexicon of Linguistics: Strong Verb（页面存档备份，存于）
- Lexicon of Linguistics: Inflection Phrase (IP)（页面存档备份，存于）, INFL（页面存档备份，存于）, AGR（页面存档备份，存于）, Tense（页面存档备份，存于）
- Lexicon of Linguistics: Lexicalist Hypothesis（页面存档备份，存于）
- classical Greek declension（页面存档备份，存于）